# Phasmidiasta effecta
Phasmidiasta effecta är en stekelart som beskrevs av Sergey A. Belokobylskij 1998. Phasmidiasta effecta ingår i släktet Phasmidiasta och familjen bracksteklar. Inga underarter finns listade i Catalogue of Life.